# Jan Lodewijk Jonxis
Jan Lodewijk Jonxis, of Jean Louis Jonxis, (Utrecht, 9 april 1789 – aldaar, 17 februari 1866) was een Nederlands schilder, lithograaf en tekenleraar.

## Leven en werk
Jonxis was een zoon van Pieter Hendrik Jonxis (1757-1843) en Marie Elisabeth Bullot. Zijn vader was belastingcontroleur en hield zich daarnaast bezig met tekenen en prentkunst, ook broer Pierre Jonxis (1787-1876) combineerde een ambtelijke loopbaan met zijn werk als schilder en tekenaar. Jonxis was een leerling van L.F.G. van der Puyl. In 1809 won hij de eerste gouden medaille van de Utrechtse tekenschool. Hij schilderde genre- en figuurvoorstellingen, interieurs en (miniatuur)portretten. In 1828 maakte hij een studiereis naar Parijs. Hij nam deel aan de tentoonstellingen van Levende Meesters in onder meer Amsterdam, Groningen, Nijmegen, Zwolle en Utrecht.
Jonxis was lid van het Genootschap Kunstliefde. In 1821 werd in Utrecht de stadacademie voor teken- en bouwkunde opgericht, waar hij als tekenmeester en directeur werkzaam was. Hij gaf les aan zijn zoon Pieter H.L. Jonxis, J.W. Bilders en Joannes van Liefland. Zijn werk werd opgenomen in de collecties van onder andere het Centraal Museum en het Rijksmuseum Amsterdam.
Jonxis overleed op 76-jarige leeftijd.

## Werken (selectie)

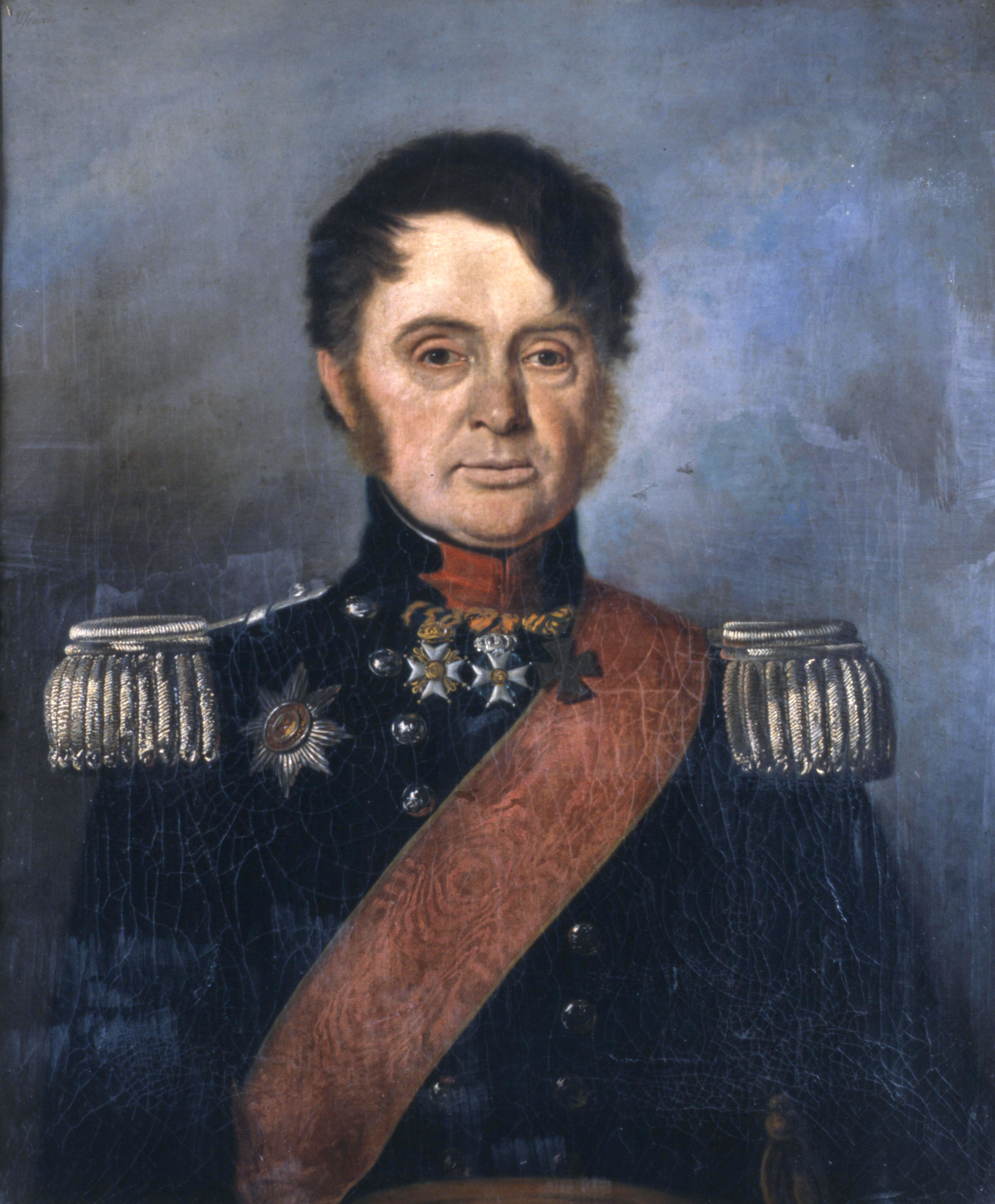
Portret van d'Ablaing van Giessenburg
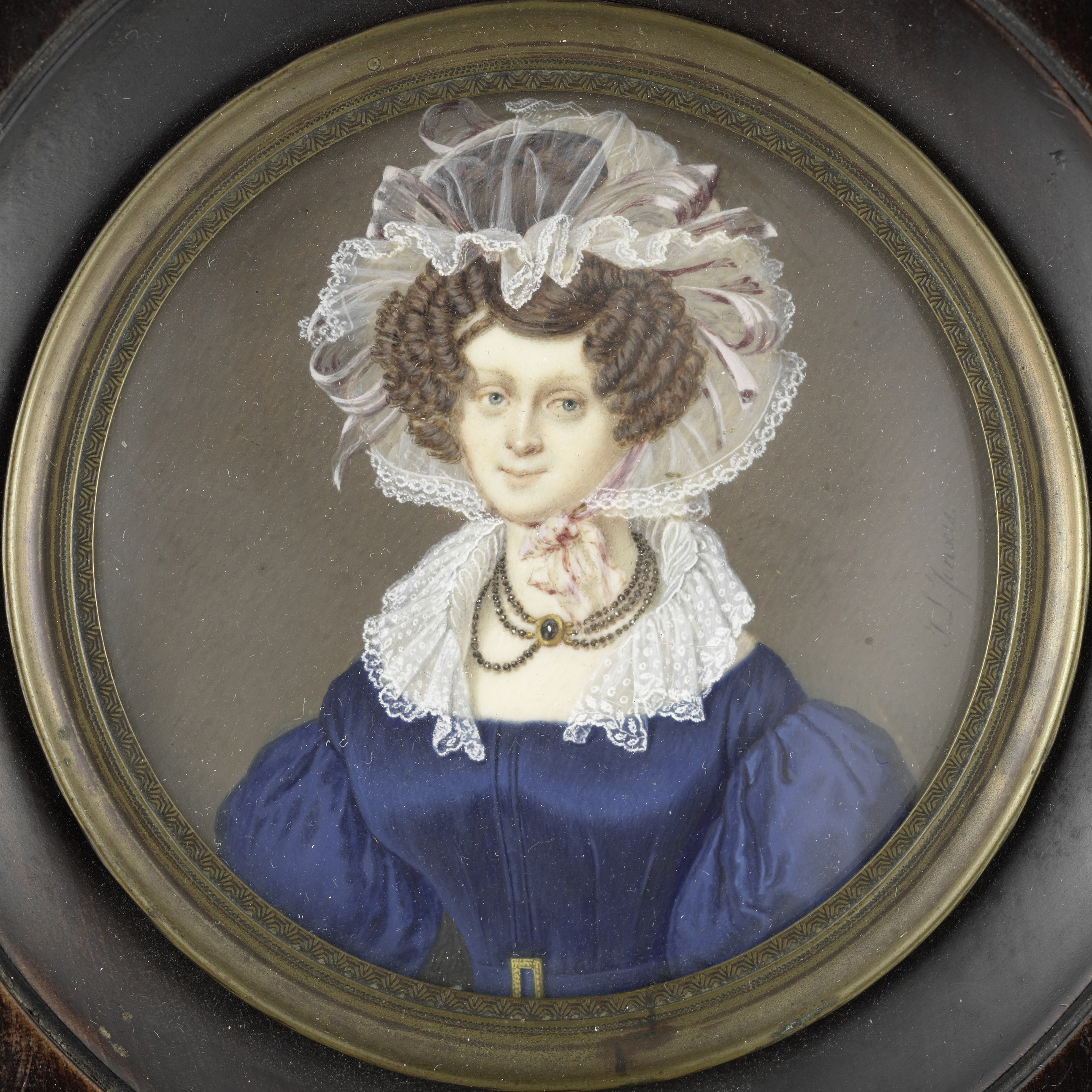
Portret van een vrouw

- Biografisch Portaal: 20784226
- International Standard Name Identifier: 0000 0000 7085 9233
- Nederlandse Thesaurus van Auteursnamen: 070071772
- RKD-Nederlands Instituut voor Kunstgeschiedenis: 42835
- Union List of Artist Names: 500096903
- Virtual International Authority File: 96395161
- WorldCat: E39PBJyhdk6BtqggBpxDYMT8md